# DREAMER (HOUND DOGのアルバム)
『DREAMER』は、HOUND DOGが1984年7月21日にリリースした6枚目のオリジナル・アルバム。

## 解説
初の日本武道館ライブを経た1年ぶりの新作だが、ベースの海藤節生がレコーディング途中で脱退した。先行シングルは「Please Please Please」「グッバイ・ドリーマー」の2枚。
プロデューサーは前作でサウンド・プロデュースを担当した吉野金次。吉野の指導を受けて大友康平が歌い方を学んだことで、これまでのストレートな発声ではなく、ビブラートがかかったねっとり目の歌い方に変化している。

## 収録曲
全編曲：HOUND DOG
1. グッバイ・ドリーマー　[4:30]
  - 作詞・作曲：藤村一清
  - バンドから去ることになると察していた藤村が、バンド内が大揺れのなかで黙りこくっていた大友の姿を描いた歌[3]。
2. Hurry Up　[3:29]
  - 作詞：KURO
  - 作曲：八島順一
3. Hey Brother　[5:17]
  - 作詞：大友康平
  - 作曲：八島順一
  - 脱退した海藤節生への思いを歌った曲[4]
4. 狼と踊れ　[4:09]
  - 作詞：KURO・大友康平
  - 作曲：八島順一
5. 夏のエンジェル　[3:43]
  - 作詞：KURO
  - 作曲：蓑輪単志
6. あ・き・ら・めNITE　[3:28]
  - 作詞：大友康平
  - 作曲：八島順一、蓑輪単志
7. 今夜ハートで　[4:34]
  - 作詞・作曲：藤村一清
8. Please Please Please　[2:46]
  - 作詞：HOUND DOG
  - 作曲：八島順一
9. シェイキン・ダイナマイト　[3:54]
  - 作詞：大友康平
  - 作曲：蓑輪単志
10. 涙のフラワーロード　[4:50]
  - 作詞：大友康平
  - 作曲：八島順一

## ミュージシャン

### HOUND DOG
- 大友康平：リードボーカル
- 八島順一：ギター
- 高橋良秀：ギター
- 蓑輪単志：キーボード
- 海藤節生：ベース
- 藤村一清：ドラム

### アディショナル・ミュージシャン
- 梅津和時・片山広明：サクソフォーン
- 四宮寛・吉田憲司：トランペット
- 井上敦夫：アコースティックピアノ
- 町支寛二：コーラス